# Bernhard Dinter
Gottlob Bernhard Dinter (* 23. Juni 1825 in Brambach; † 10. Dezember 1900 in Grimma) war ein deutscher Klassischer Philologe und Lehrer.

## Leben und Wirken
Obwohl er im sächsischen Vogtland geboren wurde, verlebte er den großen Teil seiner Kindheit in Stolpen, da sein Vater im Winter 1826/27 als Oberpfarrer dorthin versetzt wurde. Nach dem Besuch der Schule in Stolpen, wechselte er 1839 auf die Landesschule nach Meißen. Ab 1844 studierte er Philologie und Theologie mit erfolgter Promotion zum Dr. phil. an der Universität Leipzig. Danach wurde Dinter 1854 Hilfslehrer und 1855 neunter Oberlehrer an der Königlichen Landesschule St. Afra zu Meißen. 1857 wechselte er als neunter, 1861 als achter Oberlehrer, 1863 als siebenter und 1864 als sechster Professor an die Königliche Landesschule nach Grimma, wo er 1868 zum fünften Professor ernannt wurde.

## Schriften (Auswahl)
- Satura grammatica. Im Namen des Lehrercollegiums verfaßt beim Rücktritt des Rector Dietsch. Leipzig, 1872.
- Quaestiones Caesarianae. 1876.